# أييوس إوانيس (إففويا)
أييوس إوانيس (Άγιος Ιωάννης) هي مدينة في إففويا في مقاطعة كينتريكي إلادا في اليونان. يبلغ عدد سكانها حوالي 919  نسمة.